# Iso Suojärvi (sjö i Sievi, Norra Österbotten, Finland)
Iso Suojärvi är en sjö i Finland. Den ligger i kommunen Sievi i landskapet Norra Österbotten, i den centrala delen av landet, 400 km norr om huvudstaden Helsingfors. Nevajärvi ligger 145,9 meter över havet. Arean är 27,6 hektar och strandlinjen är 2,71 kilometer lång. Sjön  ingår i Kalajoki älvs huvudavrinningsområde.   I omgivningarna runt Iso Suojärvi växer i huvudsak blandskog.